# Deogarh (Uttar Pradesh)

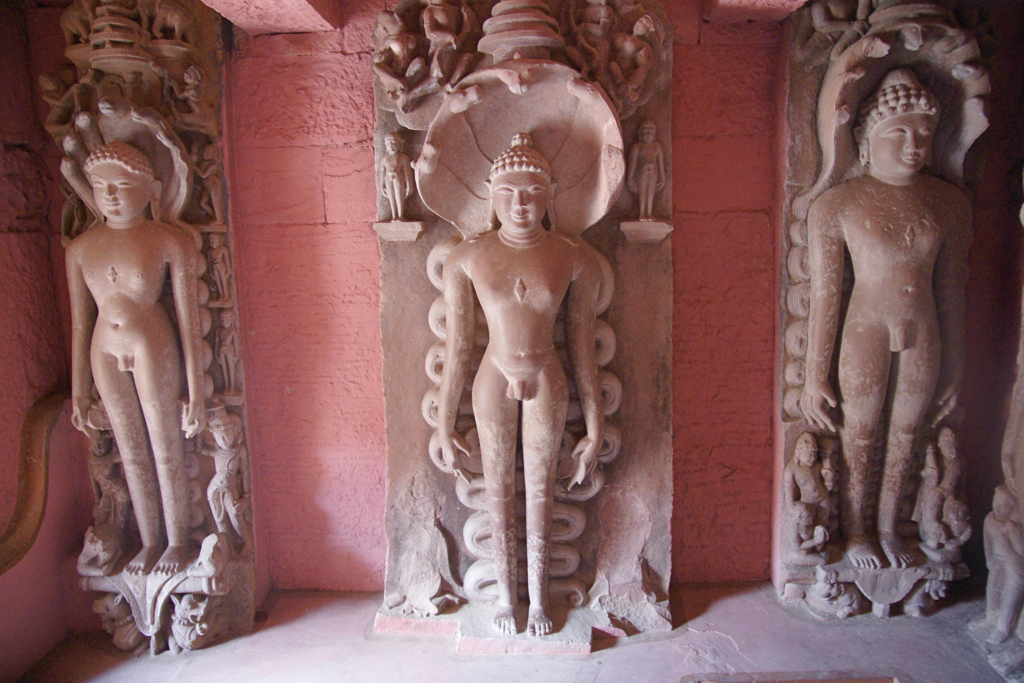
Stehend meditierende Tirthankaras mit Schlangenhaube vor gewundenen Schlangenleibern (Parshvanata)

Deogarh (देवगढ़) ist ein Dorf mit etwa 800 Einwohnern im Distrikt Lalitpur, einem südlichen Anhängsel des indischen Bundesstaats Uttar Pradesh, das ehemals zur historischen Region Bundelkhand gehörte. In den größtenteils bewaldeten Felsklippen oberhalb des Flusses Betwa befinden sich die Überreste einer Festung (hindi garh; engl. fort) sowie mehrere historisch und künstlerisch bedeutsame Tempel und Felsreliefs, die dem Ort eine ganz besondere Atmosphäre verleihen.

## Lage
Das Dorf Deogarh liegt in unmittelbarer Nähe steilaufragender Felsklippen oberhalb des Flusses Betwa etwa 31 km (Fahrtstrecke) südwestlich von Lalitpur und ist von dort mit Bus oder Taxi zu erreichen. Die nächstgelegene Großstadt ist das etwa 127 km nördlich befindliche Jhansi.

## Bevölkerung
Die Einwohner von Deogarh sind nahezu ausschließlich Hindus. Wie im Norden Indiens üblich, liegt der männliche Bevölkerungsanteil deutlich über dem weiblichen.

## Wirtschaft
Die Menschen des Dorfes und seines waldreichen Umlandes leben weitgehend als Selbstversorger von der Landwirtschaft, zu der auch ein wenig Viehzucht (Schafe, Ziegen, Hühner) gehört. Der Tourismus spielt wegen der abgelegenen Lage Deogarhs kaum eine Rolle.

## Geschichte
Die strategische Lage Deogarhs wurde schon früh erkannt – spätestens seit der Gupta-Zeit (4.–6. Jahrhundert) war der Platz befestigt und wurde mit Tempelbauten ausgestattet. Im ausgehenden 11. Jahrhundert gewannen die in Khajuraho und Kanauj ansässigen Chandellas kurzzeitig die Oberhand über den Ort, der – wegen seiner abseitigen Lage – in der Zeit des islamischen Vordringens in Nordindien weitgehend unzerstört blieb.

## Sehenswürdigkeiten
- Der wahrscheinlich in der Zeit um 550 n. Chr. entstandene und dem Hindu-Gott Vishnu geweihte Dashavatara-Tempel mit seinen kunsthandwerklich perfekt gearbeiteten Außenwandreliefs gehört zu den bedeutendsten Sehenswürdigkeiten Indiens.
- Innerhalb des nur schlecht erhaltenen Festungsbereichs befindet sich ein dem Jain-Tirthankara Shantinatha geweihter Tempel, in welchem aber auch Figuren anderer Jain-Propheten zu finden sind.
- Aus dem harten Gestein der Felsklippen sind mehrere figürliche Reliefs herausgehauen, die zumeist Figuren aus dem hinduistischen Götterpantheon zeigen. Ein etwa einstündiger Rundgang in Begleitung eines ortskundigen Führers ist sehr zu empfehlen.[3]

Umgebung
- Der kleine Kuraiya-Bir-Tempel (Foto → Weblink) steht etwa 2 km weiter nördlich inmitten eines Buschwaldes. Er besteht aus einer kleinen Vorhalle (mandapa) mit einer sich anschließenden Cella (garbhagriha), die von einem ungewöhnlichen, von Säulen und Pfeilern umstellten, jedoch allseits offenen Raum und einem shikhara-ähnlichen Turmaufbau überhöht wird. Während der eigentliche Tempel mit seinen Flachdächern, nur wenig gegliederten Außenwänden und einfachem Bauschmuck noch in die Zeit des 6. Jahrhunderts passen würde, scheint der von einem gerippten Steinring (amalaka) gekrönte Turmaufbau später hinzugefügt worden zu sein.